# 克里茨莫
克里茨莫是德国梅克伦堡-前波莫瑞州的一个市镇。总面积14.82平方公里，总人口3228人，其中男性1628人，女性1600人（2011年12月31日），人口密度218人/平方公里。